# Тубулин

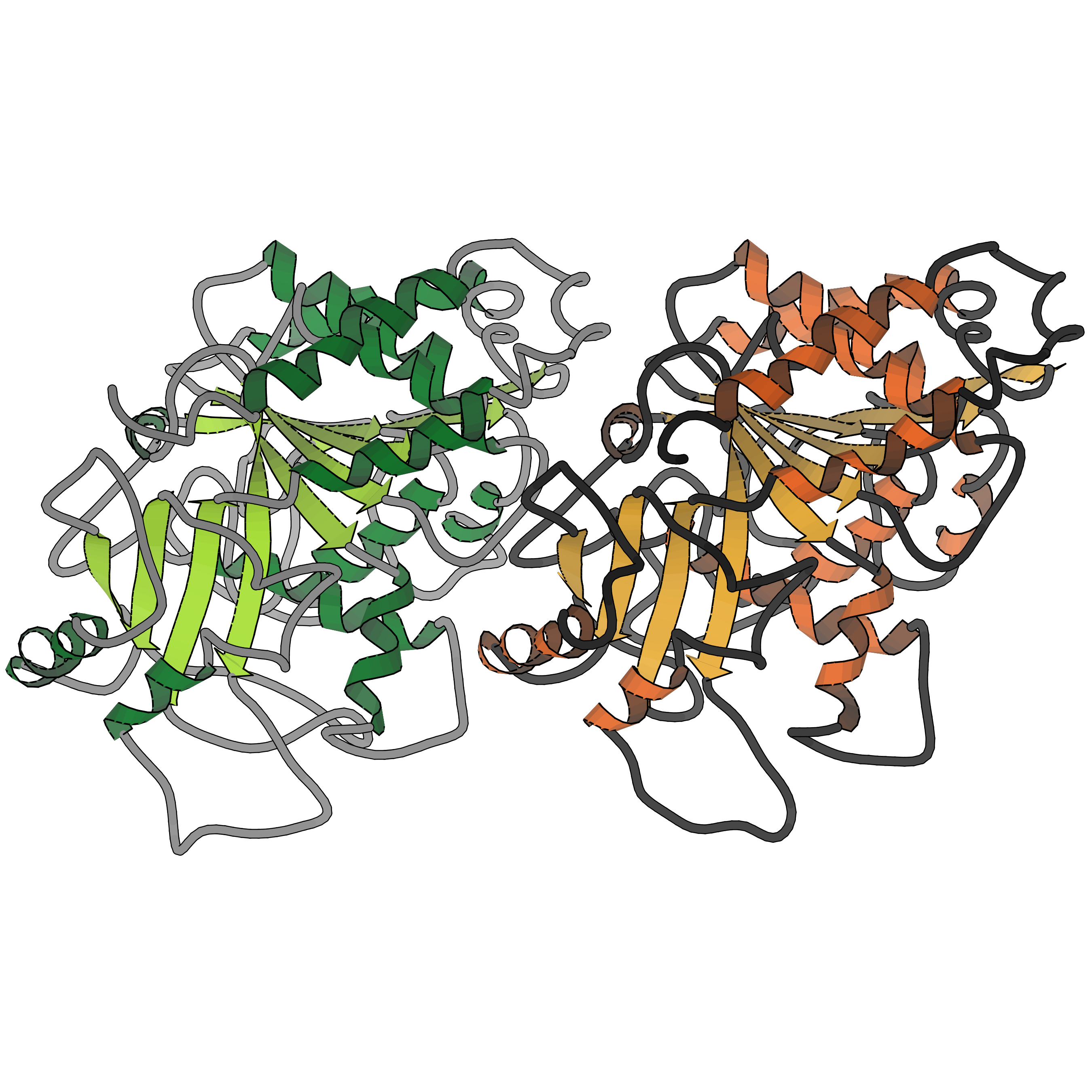
Димер α- и β-тубулина

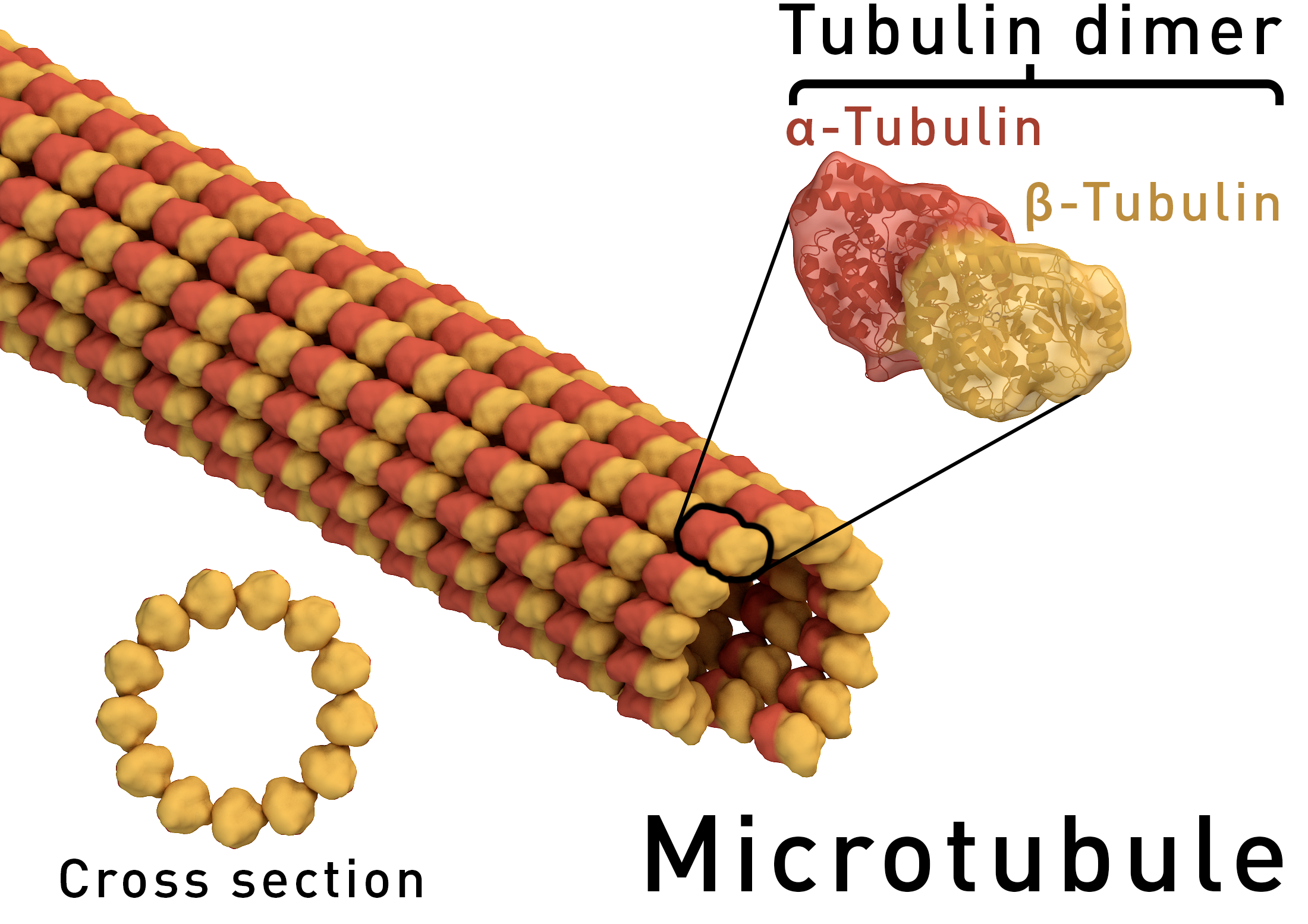
Укладка тубулина в микротрубочке (показан плюс-конец)

Тубули́н — белок, из которого построены микротрубочки. В них, а также в цитоплазме клеток, он находится в форме димера из одной молекулы α-тубулина и одной — β-тубулина. В составе такого димера к каждой молекуле тубулина присоединена молекула ГТФ. У каждой из этих субъединиц выделяют три домена. Форма γ-тубулина принимает участие в нуклеации микротрубочек, то есть образовании затравки, с которой начинается рост. Тубулин способен связывать в растворе молекулы ГТФ. Рост микротрубочек осуществляется за счет присоединения димеров тубулина, в которых обе субъединицы связаны с молекулами ГТФ. В стенках микротрубочек происходит гидролиз ГТФ, связанной с β-субъединицей, до ГДФ (связанная с α-субъединицей ГТФ стабильна). Связанная с ГДФ форма тубулина легче отделяется от микротрубочек, что определяет динамическую нестабильность микротрубочек — при определенных условиях они быстро распадаются почти полностью.
Долгое время полагали, что тубулин характерен только для эукариотических клеток. Однако недавние исследования обнаружили участвующий в делении прокариот гомологичный белок FtsZ, который может быть эволюционным предшественником тубулина.
Дельта- и эпсилон-формы тубулина были найдены в центриолях и, по-видимому, принимают участие в образовании веретена деления.
Молекулярный вес β-тубулина — порядка 55 кДа. Продольный размер — 8 нм.
Тубулин является мишенью для противоопухолевых препаратов (таксол, доцетаксел, паклитаксел) и колхицина. Колхицин связывается с тубулином, препятствуя формированию микротрубочек. Это его свойство используется для получения искусственных полиплоидов и в терапии подагры (колхицин снижает подвижности нейтрофилов, тем самым способствуя спаду воспалительного процесса).